# Filipe Matzembacher
Filipe Matzembacher (Porto Alegre, 20 de junho de 1988) é um cineasta, roteirista e produtor brasileiro.
O realizador já dirigiu e escreveu diversos curtas-metragens, a minissérie O Ninho (2017), e os longas-metragens Beira-Mar (2015) e Tinta Bruta (2018), este último vencedor do Teddy Award de Melhor Filme e do Prêmio C.I.C.A.E. - Melhor Filme no Festival de Berlin.